# شريف نجيب
شريف نجيب سيناريست ومخرج مصري، قام بتأليف العديد من الأعمال الفنية الناجحة مثل فيلم لا تراجع ولا استسلام (القبضة الدامية) وسيما علي بابا وكلب بلدي وتسليم أهالي، كما قام بكتابة المسلسل التليفزيوني (عرض خاص) الذي عرض في عام 2010 وأيضاً مسلسل بدل الحدوتة تلاتة.

## حياته
من مواليد مدينة القاهرة عام 1981، تخرج من كلية الهندسة بجامعة القاهرة في عام 2003، ثم التحق بمدرسة فانكوفر للسينما في كندا لدراسة المؤثرات البصرية والرسوم المتحركة وتخرج منها في عام 2005، ثم عاد مجددًا إلى القاهرة مكرسًا وقته منذ ذلك الوقت للكتابة.

## أعماله

### تأليف
- لا تراجع ولا استسلام (القبضة الدامية)
- الباب في الباب (مسلسل)
- سيما علي بابا (فيلم)
- عرض خاص (مسلسل)
- ساترداي نايت لايف بالعربي
- كلب بلدي (فيلم)

### إخراج
- فيلم فرق خبرة.[4]

## وصلات خارحية
- شريف نجيب في قاعدة بيانات الأفلام العربية